# The Friends of Mr Cairo
The Friends of Mr Cairo es el segundo álbum del dúo Jon and Vangelis, publicado en  1981. Se publicaron dos ediciones de este álbum, con diferentes portadas. Ambas versiones fueron realizadas en 1981 con una diferencia de pocas semanas entre ellas. La canción que da título al álbum, «The friends of Mr Cairo», alcanzó el número 1 durante 5 semanas consecutivas en la lista de singles de Quebec a finales de 1981.
La segunda edición incluye el sencillo «I'll find my way home» que estuvo 14 semanas en la lista de éxitos de Suiza y permaneció en el número 1 durante 3 semanas. De la canción «State of Independence» se han realizado varias versiones posteriores, destacando la grabada por Donna Summer que constituyó un hit single y la realizada una década después por Moodswings con Chrissie Hynde a la voz. Anderson volvió a grabar esta canción en su álbum en solitario Change We Must, publicado en 1994.
La canción que da título al álbum y su video musical rinden homenaje a las películas clásicas de Hollywood de los años 30 y 40, siendo la referencia más importante la película  El halcón maltés. La pista incorpora efectos de sonido y las voces de las estrellas de la época principalmente Humphrey Bogart, Peter Lorre y Jimmy Stewart; de hecho, Joel Cairo (Mr. Cairo) es el nombre del personaje interpretado por Peter Lorre en la película. En la canción también se escucha el chirrido de unos neumáticos y una bocina, presumiblemente de un coche huyendo. Este chirrido es idéntico al que se escucha en la película de 1970 Get Carter, por lo que, probablemente, se extrajó de dicha película para su uso en la grabación de la canción. 

## Lista de canciones
- Toda la música compuesta por Vangelis, todas las letras escritas por Jon Anderson.

### Primera edición
| Cara A |                                    |          |  |
| N.º    | Título                             | Duración |  |
| 1.     | «The Friends of Mr. Cairo»         | 12:04    |  |
| 2.     | «Back to School»                   | 5:06     |  |
| 3.     | «Outside of This (Inside of That)» | 5:00     |  |

| Cara B |                         |          |  |
| N.º    | Título                  | Duración |  |
| 4.     | «State of Independence» | 7:53     |  |
| 5.     | «Beside»                | 4:08     |  |
| 6.     | «The Mayflower»         | 6:35     |  |

### Segunda edición
| Cara A |                         |          |  |
| N.º    | Título                  | Duración |  |
| 1.     | «I'll Find My Way Home» | 4:29     |  |
| 2.     | «State of Independence» | 7:53     |  |
| 3.     | «Beside»                | 4:08     |  |
| 4.     | «The Mayflower»         | 6:35     |  |

| Cara B |                                    |          |  |
| N.º    | Título                             | Duración |  |
| 5.     | « The Friends of Mr. Cairo»        | 12:04    |  |
| 6.     | «Back to School»                   | 5:06     |  |
| 7.     | «Outside of This (Inside of That)» | 5:00     |  |

### CD
| N.º | Título                             | Duración |  |
| 1.  | «I'll Find My Way Home»            | 4:29     |  |
| 2.  | «State of Independence»            | 7:53     |  |
| 3.  | «Beside»                           | 4:08     |  |
| 4.  | «The Mayflower»                    | 6:35     |  |
| 5.  | «The Friends of Mr. Cairo»         | 12:04    |  |
| 6.  | «Back to School»                   | 5:06     |  |
| 7.  | «Outside of This (Inside of That)» | 5:00     |  |

## Personal

### Músicos
- Jon Anderson: voz
- Vangelis: teclados y voz

- Dick Morrissey: saxofón, flauta
- David Coker: voz
- Sally Grace: voz (5)
- Claire Hamill: coros (6)
- Carol Kenyon: coros

### Producción
- Vangelis: productor y arreglos
- Roger Roche: ingeniero de sonido
- Raine Shine: ingeniero de sonido
- Alwyn Clayden: portada
- Veronique Skawinska: fotografía

## Posición en las listas de éxito
| País           | Lista                | Año  | Posición más alta |
| -------------- | -------------------- | ---- | ----------------- |
| Suiza          | Swiss Music Char     | 1982 | 1                 |
| Reino Unido \| | UK Albums Chart      | 1981 | 17                |
| Reino Unido \| | UK Albums Chart      | 1982 | 6                 |
| Estados Unidos | Billboard Pop Albums | 1981 | 64                |